# گرگوریو فونسکا
گرگوریو فونسکا (انگلیسی: Gregorio Fonseca؛ زادهٔ ۲۶ نوامبر ۱۹۶۵) بازیکن فوتبال اهل اسپانیا است.
از باشگاه‌هایی که در آن بازی کرده‌است می‌توان به باشگاه فوتبال اسپانیول، باشگاه فوتبال رئال وایادولید، و باشگاه فوتبال آلباسته بالومپیه اشاره کرد.
وی همچنین در تیم‌های ملی فوتبال زیر ۱۸ سال اسپانیا و اسپانیا بازی کرده‌است.